# Blasius Schemua
Blasius Schemua (slov. Blaž Žemva) (Klagenfurt, 2. siječnja 1856. – Klagenfurt, 21. studenog 1920.) je bio austrougarski general i vojni zapovjednik slovenskog podrijetla. Od 1911. godine obnašao je dužnost načelnika Glavnog stožera, dok je tijekom Prvog svjetskog rata zapovijedao II. korpusom na Istočnom bojištu.

## Vojna karijera
Blasius Schemua je rođen 2. siječnja 1856. u Klagenfurtu u vojničkoj obitelji. Njegov otac Blasius Schemua stariji bio je bojnik u austrougarskoj vojsci, a i stariji brat Johann Schemua je odabrao vojnu karijeru u kojoj je dostigao čin generala pješaštva. Blasius je vojnu školu pohađao u St. Poltenu, nakon čega pohađa Terezijansku vojnu akademiju u Bečkom Novom Mjestu koju završava 1874. godine. Potom s činom poručnika služi u 7. pješačkoj pukovniji, da bi od 1879. godine bio član vojne misije u Perziji. Po povratku iz Perzije od 1882. godine pohađa Vojnu akademiju u Beču koju završava 1884. godine. U čin satnika promaknut je 1887. godine od kada služi u Glavnom stožeru. Od 1894. predaje na Terezijanskoj vojnoj akademiji, dok je 1898. unaprijeđen u čin pukovnika.
Schemua 1902. postaje zapovjednikom 66. pješačke pukovnije kojom zapovijeda do 1905. kada s činom general bojnika u koji je unaprijeđen u svibnju, postaje zapovjednikom 55. pješačke brigade smještene u Trstu. Tri godine poslije, preuzima zapovjedništvo nad 18. pješačkom divizijom sa sjedištem u Mostaru. U svibnju 1909. promaknut je u čin podmaršala, dok od 1910. obnaša dužnost načelnika odjela u ministarstvu rata. Nakon što je 1911. načelnik Glavnog stožera Franz Conrad von Hötzendorf zbog sukoba s carem Franjom Josipom oko mogućeg rata s Italijom smijenjen, u prosincu 1911. postaje načelnikom Glavnog stožera. Navedenu dužnost obnašao je kratko jer je Conrad iduće 1912. ponovno vraćen na dužnost načelnika Glavnog stožera. Schemua postaje zapovjednikom XVI. korpusa sa sjedištem u Dubrovniku, te je u studenom 1913. unaprijeđen u čin generala pješaštva. U veljači 1914. postaje zapovjednikom II. korpusa na čijem čelu dočekuje i početak Prvog svjetskog rata.

## Prvi svjetski rat
Na početku Prvog svjetskog rata II. korpus se nalazio u sastavu 4. armije kojom je na Istočnom bojištu zapovijedao Moritz Auffenberg. Zapovijedajući II. korpusom Schemua sudjeluje u Bitki kod Komarowa. U navedenoj bitci se međutim, nije istaknuo tako da je u rujnu 1914. smijenjen s mjesta zapovjednika na kojem ga je zamijenio Johann von Kirchbach. Postavljen je na mjesto zapovjednika obrane na Dunavu od Kremsa do Bratislave koju dužnost obnaša do ožujka 1915. kada je umirovljen.

## Poslije rata
Blasius Schemua preminuo je 21. studenog 1920. u 65. godini života u Klagenfurtu.

## Vanjske poveznice
(eng.) Blasius Schemua na stranici Oocities.org

(njem.) Blasius Schemua na stranici Weltkriege.at

(njem.) Blasius Schemua na stranici Biographien.ac.at

(slov.) Blasius Schemua na stranici Gorenjci.si